# I padroni del pensiero
I padroni del pensiero è un libro di André Glucksmann e Bernard-Henri Lévy. L'edizione italiana, edita da Garzanti, di Les Maîtres penseurs reca in copertina la scritta "l'opera che ha aperto la via ai nouveaux philosophes" ed è uscita nello stesso anno, il 1977.